# Tanytarsus nocturnus
Tanytarsus nocturnus är en tvåvingeart som först beskrevs av Jean-Jacques Kieffer 1911.  Tanytarsus nocturnus ingår i släktet Tanytarsus och familjen fjädermyggor.
Artens utbredningsområde är Egypten. Inga underarter finns listade i Catalogue of Life.